# 자산 (춘추)

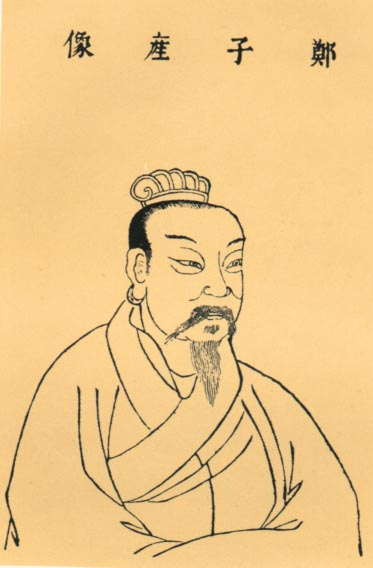

자산(子産, ? ~ 기원전 522년)은 중국 춘추 시대 정나라의 정치인으로, 성은 희(姬), 씨는 국(國), 이름은 교(僑)이며 '자산'은 자이다.
공손교(公孫僑)라고 호칭되는 것으로 알 수 있듯이 정(鄭)의 귀족 출신이다(정 목공의 손자며 공자 발의 아들로, 정의 유력 귀족 가문인 7목의 일원이다). 당시의 정치는 귀족에게 주도권이 장악되어 있었는데 그것은 중앙집권을 목표로 하는 군주에 있어서는 큰 장애가 되었었다. 자산이 출생한 것은 귀족 상호간의 다툼으로 인하여 일시적으로 군주와 귀족과 신흥 사서인(士庶人) 간에 균형이 잡혀진 시기였다. 거의 동시에 제(齊)에서도 하급 귀족 출신의 안영이 나와 국정을 좌우하였다. 귀족 출신인 자산은 나라의 재상으로 뛰어난 견식과 합리적인 사고에 의하여 귀족정치의 폐해를 꿰뚫어보고 국내에 평화를 이룩하였다.
국외적으로는 대립하는 북방의 진(晉)과 남방의 초(楚), 2대 강국에 끼여 있었지만 그의 시책에 의하여 소강(小康)을 보전할 수가 있었다. 그는 국내의 귀족간의 항쟁에 대해 혹은 중립 혹은 역이용하는 등 갖가지의 방법을 써서 나라의 유지에 노력했다. 토지제도를 개혁하였고, 경지를 정하여 강제적으로 계획적 농업행정을 단행하고 세제의 개혁을 행하였다.
특히 유명한 것은 처음으로 법령의 조문을 명문(銘文)으로 하는 동기(銅器)를 만든 것이다(전536). 진(晋)의 귀족인 숙향(叔向)은 이것에 반대하였다. 그 이유는 씨족제하에 있어서의 형벌은 임금의 덕과 믿음에 의지해야 하는데, 성문법(成文法)을 공포하면 덕치주의(德治主義)의 전통과 정면으로 대립하기 때문이다. 또한 당시 신장(伸長)하고 있던 사서인의 세력을 인정하는 것이 되어, 종래의 귀족 중심의 예에 대한 질서를 파괴하는 것이라고 생각하였기 때문이다. 그러나 그 뒤 오래지 않아 진(晋)에서도 법을 성문화하여 공포하지 않으면 안 되게 되었다. 그것은 바로 신흥 세력의 신장을 말하는 것이다.

## 평가
- 『춘추좌씨전』 양공 31년 12월조/유향, 『신서(新序)』 권4/『공자가어』 정론해(正論解)
공자가 말하기를, "사람들이 자산이 어질지 않다고 말하더라도, 나는 그것을 믿지 않을 것이다." (人謂子產不仁，吾不信也)
- 『논어』「공야장(公冶長)」
공자가 자산을 평하기를, "군자의 네 가지 도를 지니고 있었으니 그 행실에 있어서는 공손하고, 그 윗사람을 섬기는 데 있어서는 공경하고, 그 백성을 기르는 데 있어서는 은혜로우며, 그 백성을 다스리는데 있어서는 의로우니라." (子謂子產，「有君子之道四焉：其行己也恭，其事上也敬，其養民也惠，其使民也義。」)
- 『공자가어』
자산의 죽었다는 소식을 전해들은 공자는 눈물을 흘리며 “자산은 그야말로 옛날의 유애(현세에는 찾아보기 힘든 옛 사람의 인애(仁愛))였다”라고 하였다.
- 사마천, 『사기』 권119, 「순리열전(循吏列傳)」
자산이 재상이 되고 1년 후에는 어린이들은 못된 장난을 하지 않았다. 또 한창때인 장년은 일에 열중하였으므로 노인이나 아이들은 중노동을 하지 않고도 살아갈 수 있었다. 2년 후에는 외상으로 물건을 파는 사람이 없어졌다. 3년 후에는 밤이 되어도 문단속을 하는 집이 없어졌으며, 또 분실물을 줍는 법이 없었다. 4년 후에는 농민이 농기구를 논밭에 둔 채로 집에 돌아오는 것이었다. 5년 후에는 사족은 군역에서 해방되고 또 복상(服喪)의 기간은 어김없이 지키게 되었다.
태사공은 말한다. 자산이 병들어 죽자, 정나라 백성들이 소리내어 울었다.

## 같이 보기
- 제자백가
- 제후
- 정 환공
- 정 장공
- 신불해

## 참고 문헌
- 이 문서에는 다음커뮤니케이션(현 카카오)에서 GFDL 또는 CC-SA 라이선스로 배포한 글로벌 세계대백과사전의 내용을 기초로 작성된 글이 포함되어 있습니다.